# أيام الرواد (فلم رسوم متحركة)
أيام الرواد (Pioneer Days) هو فيلم رسوم متحركة أمريكي قصير لـميكي ماوس صدر لأول مرة في 20 نوفمبر/تشرين الثاني 1930، كجزء من سلسلة أفلام ميكي ماوس .  كان هذا هو الفيلم القصير الرابع والعشرون لميكي ماوس الذي يتم إنتاجه، والتاسع لعام 1930. 
ميكي ماوس وميني ماوس من طاقم شخصيات الفيلم؛ كما يمكن رؤية أبي طويلة وكوكبة في المشاهد الخلفية.

## حبكة
ميكي وميني يقودان قافلة من العربات المغطاة المتجهة غربًا عبر الصحراء، ويعزفان على البانجو ويغنيان. يتفاخر ميكي أمام ميني بأنه ليس خائفًا من الهنود الحمر، ولكن ثقته سوف يتم اختبارها - حيث رصدت قبيلة من الهنود الذين يشبهون الذئاب المستوطنين، ويخططون للحرب، ويرتدون أغطية رأس من الريش ويحملون فأس المعركة بينما يرقصون حول نار المخيم. وفي هذه الأثناء، كان ميكي والمستوطنون الآخرون يتجمعون حول عرباتهم استعدادًا للمساء، حيث يغنون ويرقصون، وخلال ذلك يقوم ماعز عجوز بأداء نسخة حزينة من أغنية " دارلينج نيللي جراي ".
تصل قبيلة الهنود، ويطلق ميكي ناقوس الخطر بأن الهنود يهاجمونهم. يطلق المستوطنون النار على الهنود الحمر، ويطلق المهاجمون السهام - التي تصيب ميكي في مؤخرته في عدة نقاط، دون أن تسبب له أي ضرر دائم. ميكي يخيف بعض الهنود الحمر بإطلاق النار عليهم بأشواك حيوان القنفذ. يتم اختطاف ميني وتقييدها من قبل أحد الهنود الحمر، ويهرع ميكي لإنقاذها. بينما كان ميكي والهندي يتقاتلان، قامت ميني بتسوية الأمور بإسقاط فحمة ساخنة في سروال الهندي. تعود الفئران إلى قافلة العربات متظاهرة بأنها خط من التعزيزات؛ يتم هزيمة الهنود ويحتفل المستوطنون.

## استقبال
في مشروع فيلم ديزني ، يتفق رايان كيلباتريك مع هذا الرأي: "يبدأ العمل الحقيقي... عندما يغزو الهنود معسكر العربات. ومن تلك النقطة فصاعدًا، تسود حالة من الفوضى. والمشاهد التي يتجول فيها الرواد المحمومون ويحاولون التهرب من السهام رائعة وتضيف إلى الشعور بالحركة الذي يتحرك عبر الجزء الأخير من الفيلم القصير". 

## ممثلين صوتيين
- ميكي ماوس: والت ديزني
- ميني ماوس: مارسيليت جارنر
- الهنود الحمر: غير معروف